# A Village Scandal (film 1914 Seay)
A Village Scandal è un cortometraggio muto del 1914 scritto e diretto da Charles M. Seay.

## Produzione
Il film fu prodotto dalla Edison Company.

## Distribuzione
Distribuito dalla General Film Company, il film - un cortometraggio in una bobina - uscì nelle sale cinematografiche degli Stati Uniti il 2 settembre 1914.